# Tre Knas
Tre Knas eller 3 Knas var en svensk revygrupp som inspirerats av amerikanska The Three Stooges. 
Gruppen bestod av Nils Ohlson (1910–1970), Gunnar "Knas" Lindkvist (1916–1990) och Carl-Gustaf Lindstedt (1921–1992).
Nils Ohlson ersattes sedermera av Curt "Minimal" Åström (1924–1986). Tre Knas knöts till "crazystilen", och var verksam i Casinorevyn 1946–1961 tillsammans med Gösta Bernhard och Stig Bergendorff.

## Filmografi
- 1950 – Stjärnsmäll i Frukostklubben
- 1950 – Regementets ros